# New York, I Love You
New York, I Love You är en amerikansk episodfilm från 2009 där tio regissörer fått i uppdrag att göra varsin kortfilm om New York som sedan knutits ihop av en elfte regissör till en långfilm. Filmen är en uppföljare till Paris, je t'aime som skapades på ungefär samma vis men med Paris i fokus.

## Kortfilmerna
Följande är en lista över regissörer, manusförfattare och skådespelarna i de olika episoderna. Randy Balsmeyer regisserade de segment som binder samman filmen.
| Episod       | Regissör        | Manusförfattare                                | Skådespelare                                                                                                  |
| ------------ | --------------- | ---------------------------------------------- | --- |
| 1            | Jiang Wen       | Hu Hong & Meng Yao Adaptation: Israel Horovitz | Hayden Christensen – Ben Andy García – Garry Rachel Bilson – Molly                                            |
| 2            | Mira Nair       | Suketu Mehta                                   | Natalie Portman – Rifka Malone Irrfan Khan – Mansuhkhbai                                                      |
| 3            | Shunji Iwai     | Adaptation: Israel Horovitz                    | Orlando Bloom – David Cooler Christina Ricci – Camille                                                        |
| 4            | Yvan Attal      | Olivier Lecot                                  | Maggie Q – Janice Taylor Ethan Hawke – Författare Chris Cooper – Alex Robin Wright Penn – Anna                |
| 5            | Brett Ratner    | Jeff Nathanson                                 | Anton Yelchin – Pojke James Caan – Mr. Riccoli Olivia Thirlby – Skådespelare Blake Lively – Gabrielle DiMarco |
| 6            | Allen Hughes    | Xan Cassavetes & Stephen Winter                | Bradley Cooper – Gus Drea de Matteo – Lydia                                                                   |
| 7            | Shekhar Kapur   | Anthony Minghella                              | Julie Christie – Isabelle John Hurt – Bellhop Shia LaBeouf – Jacob                                            |
| 8            | Natalie Portman | Natalie Portman                                | Taylor Geare – Teya Carlos Acosta – Dante Jacinda Barrett – Maggie                                            |
| 9            | Fatih Akın      | Fatih Akin                                     | Uğur Yücel – Konstnär Shu Qi – Kinesisk örtförsäljare Burt Young – Hyresvärd                                  |
| 10           | Joshua Marston  | Joshua Marston                                 | Eli Wallach – Abe Cloris Leachman – Mitzie                                                                    |
| Övergångarna | Randy Balsmeyer | Hall Powell, Israel Horovitz & James Strouse   | Emilie Ohana – Zoe, videokonstnären Eva Amurri – Sarah Justin Bartha – Justin                                 |